# كأس البرتغال 2002–03
كأس البرتغال 2002–03 (بالبرتغالية: Taça de Portugal de 2002–03‏) هو موسم من كأس البرتغال. كان عدد الأندية المشاركة فيه 226، وفاز فيه نادي بورتو.